# Paul Hock
Paul Hock (20. října 1857 Vídeň – 2. října 1924 Vídeň) byl rakouský politik, na počátku 20. století poslanec Říšské rady.

## Biografie
Vychodil národní školu a gymnázium. Vystudoval univerzitu. Do roku 1904 působil jako politický úředník v Dolních Rakousích. Byl dvorním radou při správním soudu ve Vídni. Angažoval se v politice jako člen německých politických stran.
Na počátku 20. století se zapojil i do celostátní politiky. Ve volbách do Říšské rady roku 1907, konaných poprvé podle všeobecného a rovného volebního práva, získal mandát v Říšské radě (celostátní zákonodárný sbor) za obvod Dolní Rakousy 17. Byl nezařazeným poslancem. Mandát obhájil za týž obvod i ve volbách do Říšské rady roku 1911. Usedl do poslanecké frakce Klub německých demokratů. Ve vídeňském parlamentu setrval až do zániku monarchie. K roku 1911 se profesně uvádí jako baron a dvorní rada při správním soudu.
V letech 1918–1919 zasedal jako poslanec Provizorního národního shromáždění Německého Rakouska (Provisorische Nationalversammlung), nyní za Německou nacionální stranu (DnP).